# Georges Maunoury
Pour les articles homonymes, voir Maunoury.
Georges Maunoury, né le 4 janvier 1877 à Alençon et mort le 18 août 1943 à Chartres est un architecte français.

## Biographie
Georges Maunoury est le fils de Prosper Eugène Maunoury, conducteur de ponts et chaussées, et d'Irma Virginie Lecourt.

## Principales réalisations
- Restauration du clocher l'église de Levainville (1913-1914).
- Monuments aux morts de Digny[3], Meslay-le-Grenet[4] (1921-1924).
- Ossuaire militaire, cimetière de Courville-sur-Eure (1924-1926)[5].

Principales réalisations de Georges Maunoury
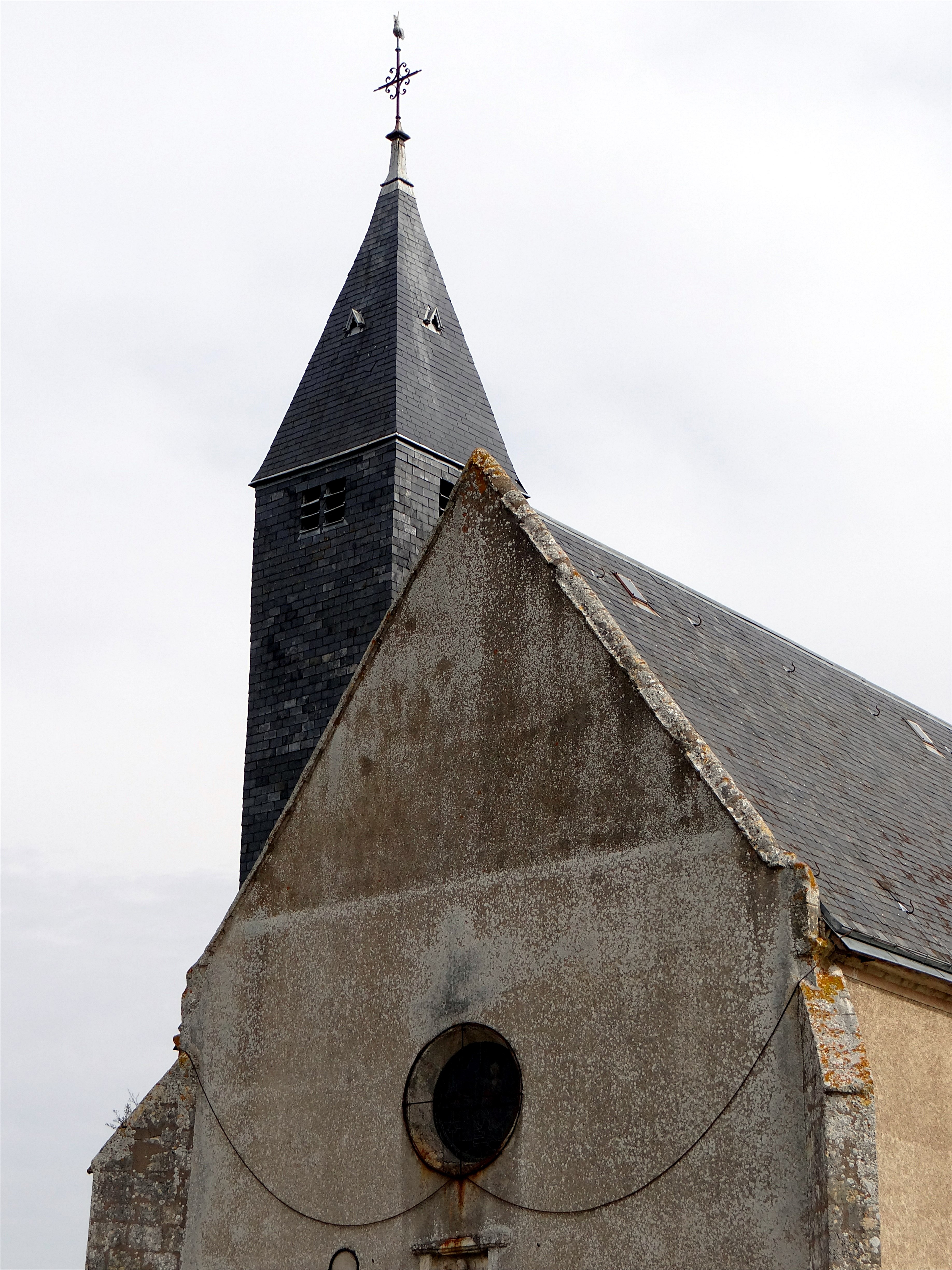
Clocher de l'église Saint-Gilles de Levainville, 1913-1914.
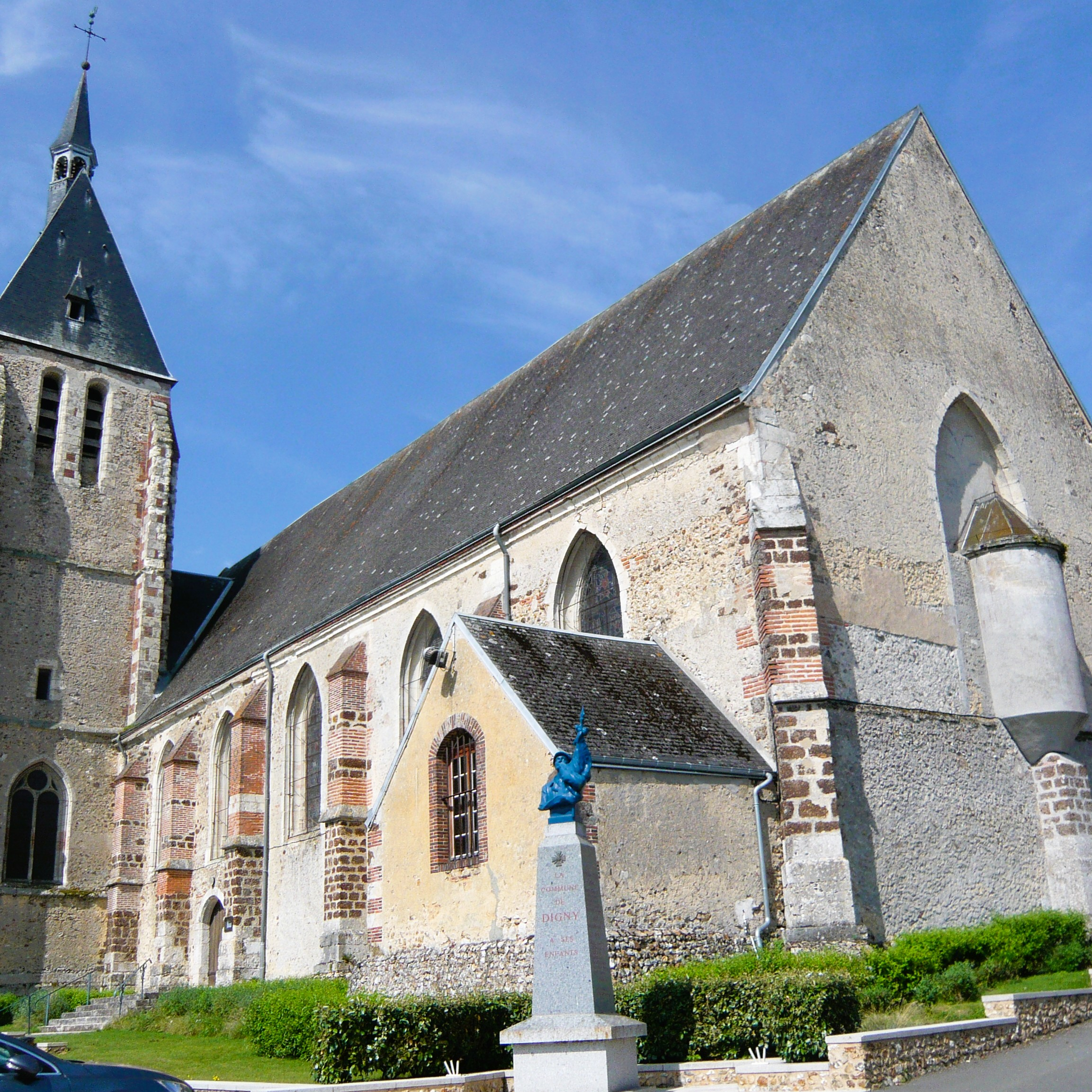
Monument aux morts devant l'église de Digny, 1921-1924.
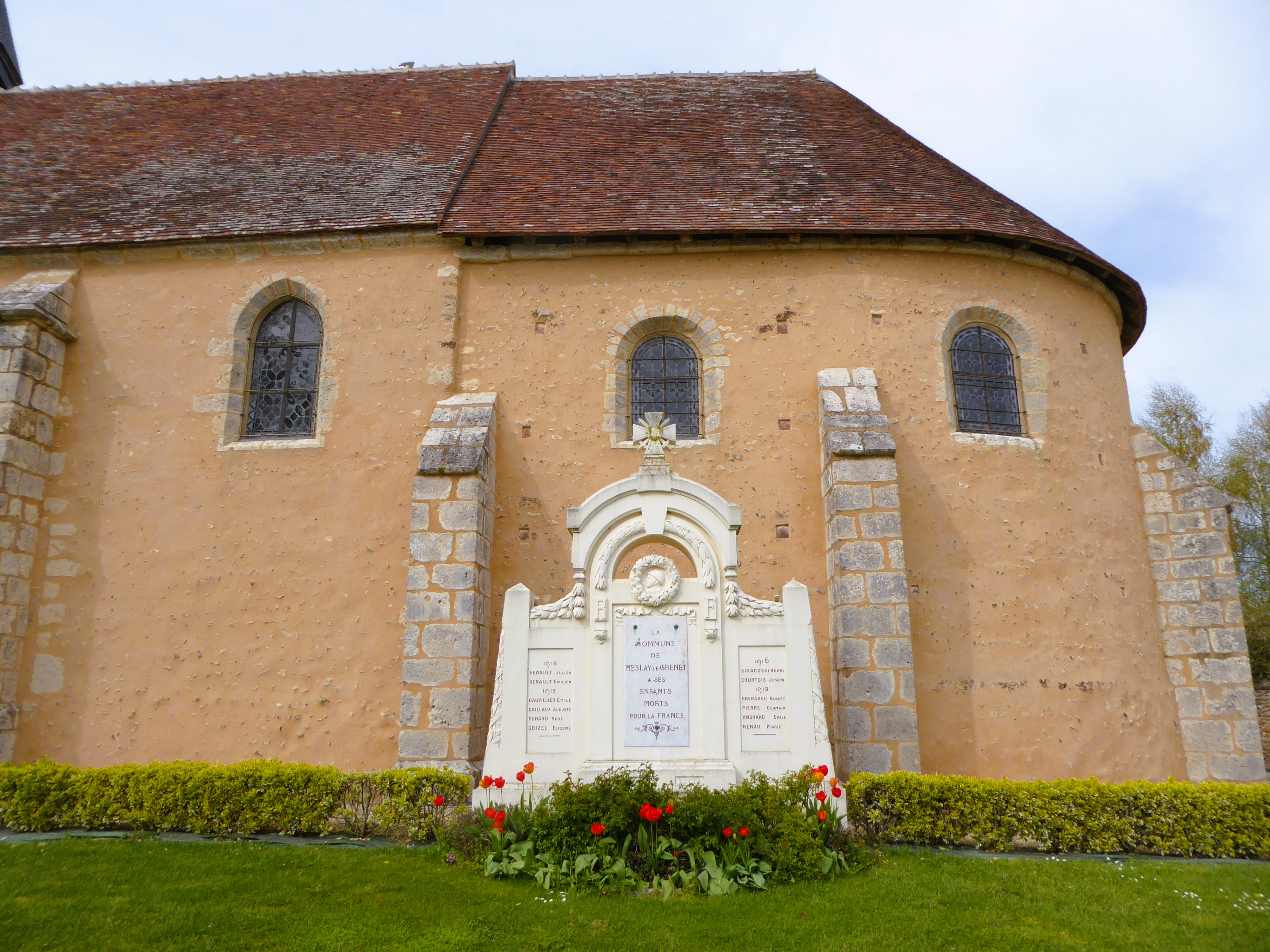
Monument aux morts devant l'église de Meslay-le-Grenet, 1921-1924.